# Vilhena (microregio)
Vilhena is een van de 8 microregio's van de Braziliaanse deelstaat Rondônia. Zij ligt in de mesoregio Leste Rondoniense en grenst aan de microregio's Cacoal, Colorado do Oeste, Aripuanã (MT) en Parecis (MT). De microregio heeft een oppervlakte van ca. 26.583 km². In 2006 werd het inwoneraantal geschat op 118.734.
Zes gemeenten behoren tot deze microregio:
- Chupinguaia
- Parecis
- Pimenta Bueno
- Primavera de Rondônia
- São Felipe d'Oeste
- Vilhena

Mesoregio's: Leste Rondoniense · Madeira-Guaporé

Microregio's: Alvorada d'Oeste · Ariquemes · Cacoal · Colorado do Oeste · Guajará-Mirim · Ji-Paraná · Porto Velho · Vilhena